# Esther Jones
Esther Jones (Chicago, 7 de abril de 1969) é um ex-velocista e campeã olímpica norte-americana.
Correu como júnior pela Universidade do Estado da Luisiana no campeonato norte-americano e foi medalha de bronze nos 4x100 m no Campeonato Mundial de Atletismo Júnior de 1988 em Sudbury, Canadá e medalha de ouro na Universíade de 1989 em Duisburg, Alemanha Ocidental.
Teve seu maior momento como atleta em Barcelona 1992, quando foi campeã olímpica no 4x100 m junto com Evelyn Ashford, Carlette Guidry e Gwen Torrence.
Suas melhores marcas nas provas de velocidade são 100 m – 11.11 e 200 m – 22.47.